# Meredith Edwards
Meredith Edwards, celým jménem Gwilym Meredith Edwards, (10. června 1917 – 8. února 1999) byl velšský herec. Narodil se v severovelšské vesnici Rhosllannerchrugog jako syn horníka. Hercem se stal v roce 1938, byl členem Velšské národní divadelní společnosti, později Liverpool Playhouse. Během války nejprve službu odpíral, později byl vyslán do armádního hasičského sboru (nejprve v Liverpoolu, později v Londýně). Své první filmové role dostal koncem čtyřicátých let. Hrál například ve filmech Modrá lampa (1950), Kam nelétají supi (1951), Kruté moře (1953), Dunkirk (1958), Jen dva mohou hrát (1962) a Gulliverovy cesty (1977). V roce 1977 vydal autobiografickou knihu s názvem Ar Lwyfan Awr. Knihu napsal ve velšském jazyce. Jeho synem byl herec Ioan Meredith. Zemřel ve velšském hrabství Denbighshireg ve věku 81 let.